# Isaac Ikhouria
Isaac Ikhouria  est un boxeur nigérian né le 9 octobre 1947.

## Carrière
Il remporte aux Jeux olympiques d'été de 1972 à Munich la médaille de bronze dans la catégorie de poids mi-lourds. Il obtient ensuite dans cette même catégorie la médaille d'or des Jeux africains de 1973 et aux championnats d'Afrique de Kampala en 1974 ainsi que la médaille de bronze aux Jeux du Commonwealth britannique de Christchurch en 1974.

## Palmarès

### Jeux olympiques
- Médaille de bronze en -81 kg aux Jeux de 1972 à Munich, Allemagne

### Jeux africains
- Médaille d'or en -81 kg aux Jeux de 1973 à Lagos, Nigeria

### Championnats d'Afrique
- Médaille d'or en -81 kg en 1974 à Kampala, Ouganda

### Jeux du Commonwealth
- Médaille de bronze en -81 kg aux Jeux de 1974 à Christchurch, Nouvelle-Zélande